# يان ويلسون (لاعب كرة قدم)
يان ويلسون (بالإنجليزية: Ian Wilson)‏ (11 فبراير 1923 في المملكة المتحدة - 1 يناير 1989) هو لاعب كرة قدم بريطاني (وحمل سابقاً جنسية المملكة المتحدة لبريطانيا العظمى وأيرلندا) في مركز جناح ‏. لعب مع بريستون نورث إيند وليستر سيتي ونادي بيرنلي ونادي تشيسترفيلد ونادي روذرهام يونايتد وفورفار أثلتيك ‏ ونادي بوسطن يونايتد.